# Joan Arcaf
Joan Arcaf (Joannes Archaph,  Ἰωάννης Ἀρχάφ) fou un cismàtic egipci contemporani d'Atanasi d'Alexandria.
El bisbe egipci Meleci de Licòpolis (o Meleti, llatí Meletius) fou condemnat pel concili de Nicea I (325) i va acceptar el judici que s'havia fet, però va mantenir les seves opinions.
Va morir poc temps després i va deixar la direcció del seu moviment a Joan Arcaf que sembla que era bisbe de Memfis. El melitians van ser ajudats en els seus atacs a la tendència ortodoxa pels arrians i el cisma va degenerar en violència.
Atanasi d'Alexandria, patriarca i cap dels ortodoxos fou especialment atacat; els ortodoxos foren acusats de l'assassinat d'Arseni un bisbe melitià que ells mateixos havien amagat per donar versemblança a l'acusació. Atanasi va apel·lar a l'emperador i va acusar Joan de voler alterar el decrets del concili de Nicea I i de provocar tumults. Atanasi va poder demostrar que Arseni era viu i Joan va haver de romandre callat per un temps, i després va expressar penediment i es va reconciliar amb Atanasi i va tornar a l'església ortodoxa.
Però aviat van esclatar novament alguns tumults i en fou expulsat amb els altres que havien tornat. El concili de Tir del 335 va donar el triomf als opositors a Atanasi, i va ordenar readmetre a l'església però l'emperador el va desterrar d'Egipte (336) per assegurar la pau, just al mateix temps que també va desterrar a Atanasi a la Gàl·lia. No se sap on fou desterrat Joan ni la seva sort posterior.